# Hardstyle
Hardstyle er en elektronisk-musikgenre, som er relateret til genrerne trance, hardtrance,  hardcore – blandt andet tempomæssigt, oprindelsesmæssigt og geografisk. Genren, der siden 2004 har oplevet en eksploderende scene i store dele af Europa, bevæger sig oftest i et tempo på 135-155 bpm og bærer præg af en klassisk 4/4-taktart, med hårde beats, skarpe melodier og screeches som kendetegn. Hardstyle har  undergenrer: Hardbass, hardhouse og Nu-Style. Derudover findes der slang for hardstyle fra forskellige regioner med bestemte musikalske udtryk som UK Hardstyle, Dutch Hardstyle, Italian Hardstyle osv. 

## Hardstyles historie
Hardstyle stammer fra Holland, hvor langt størstedelen af produktionerne stadig finder sted. Genren fik sin første tilslutning i slutningen af 1999, hvor hardtrance havde en voldsomt voksende popularitet. Hardstyle kom som en ny slags fusion af genrer, der især blandede de intense kicks kendt fra hardcore med et lavere tempo (Hardcore bevæger sig mellem 160-200 slag i minuttet) og de intense melodier kendt fra hardtrance og trance. I de første år var der lille forskel på hardtrance og hardstyle, men siden hen har genrerne udviklet sig i hver sin retning. Indtil år 2002 blev hardstyle betragtet som en sjælden undergrundsgenre, som havde en ganske lille fanbase hos hardtrance og hardcoreinteressered. Inden længe begyndte genren dog at finde grobund i det nederlandske natteliv. Den fik lynhurtigt en stor fanbase, og fordi arrangørerne satsede stort på kæmpestore "reformerede" ravefester, tiltrak de mange dygtige producere fra trance, hardtrance og hardcore. På den måde opnåede Hardstyle den nødvendige musiske identitet, og en langt højere produktionskvalitet. Årene 2002-2004 anses i dag for "hardstyles guldalder", bl.a. fordi genrens popularitet eksploderede i Nederland, Italien, Belgien og Tyskland. Herfra gik det stærkt – hardstyle havde nu en kæmpe scene i Holland og Tyskland med en række succesfulde pladeselskaber, blandt andet Scantraxx, SAIFAM Group – den italienske gruppe ansvarlige for næsten alt italiensk hardstyle -, StraightOn Records og Seismic Records. I Holland havde man på dette tidspunkt allerede indset at Hardstyle havde evnen til at trække store menneskemængder væk fra de små diskoteker til eksklusive kæmpefester som blev afholdt i sportshaller, nedlagte flybaser, strandområder og store koncerthaller. Disse fester skabte enorm positiv omtale og den hurtige udbredelse kan blandt andet tilskrives dem. Festerne blev afholdt af to store hollandske virksomheder – ID&T, som iforvejen var arrangører af store hardcore fester (f.eks. Thunderdome) og Q-Dance (Som siden da er blevet opkøbt af ID&T og nu fungerer som underafdeling). Det var først i år 2004 og 2005 at det helt store europæiske gennembrud kom for hardstyle, og større scener også blev oprettet i England, Danmark, Norge, Sverige, Frankrig og Polen, primært fordi store fester som Qlimax og Sensation Black(Black) blev promoveret og omtalt kraftigt over internettet. Internettet spillede en stor rolle, og gjorde udbredelsen af hardstyle endnu mere effektiv, netop fordi musikken nu var meget lettere tilgængelig for det europæiske publikum.

### Dubstyle
I begyndelsen af 2010 blev en ny variation af hardstyle kaldt dubstyle introduceret. Dubstyle er navnet givet til genren da det er en blanding af hardstyle og dubstep.

## Udbredelse
Gennem årene er hardstyle blevet en yderst international musikgenre, med fanbaser i alle dele af Europa, og på det seneste også i USA og Australien. Scenerne er i dag størst i Tyskland, Holland, Italien, Belgien og England, selv om der er mange andre lande, hvor genrens popularitet udvikler sig eksplosivt. Hardstyle har en etableret fanbase i Danmark, Sverige, Norge, Irland, Scotland, USA, Australien, Estland, Polen, Frankrig og Finland. Publikummet anses for nogle at være helt unge, men ser man på gennemsnittet er det ikke lavere end ved så mange andre elektroniske genrer i Europa. 

## Koncerterne / Festerne
De to gigantarrangører, Q-dance, ID&T og i nyere tid det mindre selskab – b2s, har igennem lang tid stået for de helt store koncerter i udlandet, hvoraf de mest kendte er: Mysteryland, Black (Tidligere "Sensation Black"), Qlimax, Decibel outdoor, In Qontrol, Defqon.1 (multigenre festival), Q-Base Festival (16 timers multigenre-festival) og mange flere. Langt de fleste afholdes i Tyskland, Belgien og Holland.
Der har været massevis af mindre arrangører i Danmark, og især i Jylland og på Fyn har der været en lang række mindre fester, som har dannet grobund for en solid fanbase i Danmark:
- Xstatic – 'Skandinaviens største dance event', med omkring 3.000 deltagere. Afholdes 1 gang årligt. 2008 – Lillebæltshallerne, Middelfart. 2009 – Valby hallerne, København. 2011 – Docken, Kulturkajen, København. Der spilles udover Hardstyle også Dance, Trance, Hardcore, House mm.
- Ateza – et egentligt Hardstyle diskotek, der afholder fester flere gange om året, med store udenlandske dj's. Tiltrækker et trofast publikum fra hele landet. Ateza befinder sig i Gram, Sønderjylland. Ateza afholdte sit sidste Hardstyle-arrangement i efteråret 2010.
- Summer Angel – 2-dages hardstyle & psytrance festival, der afholdes i Øster Hurup, Nordjylland. Dette er den første egentlige fler-dages Hardstyle festival, med mulighed for overnatning i campingområde. SA afholdtes første gang i 2008, men har allerede nu opnået en helt særlig status blandt publikumsskaren. Summer Angel blev 20. marts 2010 solgt til ejeren af diskoteket Supreme.
- Hardstylers.dk – har indtil videre afholdt Scantraxx World Artist Tour (SWAT) i 2009 og 2010, henholdsvis i Odense og København. I 2011 afholdte de Pryme og Xstatic 2011
- Hard Addicted – Touring Event der afholdes på flere diskoteker på Sjælland, Fyn, og i Jylland. Hard Addicted blander som regel udenlandske acts med danske.
- Hard Night - et såkaldt "Touring Event" der ligesom Hard Addictedrejser rundt på forskellige diskoteker i Danmark, med fokus på ukendte danske DJ's, blandet med større og upcomming danske og udenlandske Hardstyle kunstnere, som f.eks. Adrenalize, Omegatypez osv.
- Subsonic - Hardstyle events på spilletstedet pumpehuset i København, det startede i juni 2014 og siden da har der løbende været events med store navne fra udlandet og danske talenter.

## Kendetegn
Langt størstedelen af hardstyle-numrene er produceret i en fast 4/4-taktart, med stort forbrug af triplets og reverb. Genren kendetegnes bl.a. ved den klassiske intro/break-klimaks/outro opbygning, de skarpe screeches, stof- eller voldsfikserede vokaler – ofte samples fra film, dyb 'reversed bass' og ikke mindst de såkaldte "snares" der typisk fungerer som indikator for et kommende break. På http://techno.org/electronic-music-guide/ Arkiveret 18. november 2007 hos  Wayback Machine findes samples af en lang række genrer – deriblandt hardstyle. Ser man bort fra de upræcise og subjektive beskrivelser på hjemmesiden, er dette en god måde at danne overblik over de utallige elektroniske genrer og subgenrer. Der er dog forskellige synspunkter på hvordan de specifikke genre lyder, dette er bare en guide.
Et ret unikt fænomen i hardstyle er screeches – lydsamples som skæres ud og strækkes så de fremstår som skarpe, skærende lyde i nummeret. De findes ofte i mid-introen, og/eller i klimakset, og giver et rodet, råt og ofte larmende lydbillede – en ting som adskiller genren fra bl.a. dance, trance og hardtrance. 
Hardstyle gør også brug af en dominerende melodi, der ofte opbygges i breaket inden klimakset. Denne type melodi som ellers er kendt fra genren trance, er opbygget så den virker opløftende og energisk, og tager i lydbilledet form af en intens og krystalklar synth. Kombineret med lydsamples dannes der på denne måde en helt bestemt stemning og et unikt tema i hvert enkelt nummer.

## Eksempler
Eksempler på tracks med særligt voldsomme 'screeches':
- Project One – The Zero Hour
- DJ Stardust – Sound Of Vintage (2002 Original)
- Activator & Zatox – Still Drunk
- Tatanka – Do You Know This One (Wings Of The Dawn)
- Tatanka – Don't Move (Zatox Version)

Generelt er screeches klart mest udbredt i italiensk hardstyle.
Eksempler på Nu-Style:
- Killer Clown – Silentium
- D-Block & S-te-Fan – U Will Be Dancing
- Headhunterz – Just Say My Name
- Code Black - Brighter Day
- Rebourne & Omegatypez - Melodic Madness

Eksempler på tracks med genrens unikke 'melodier':
- The Hose – I Survived (2:22) (italian)
- Headhunterz – Forever Az One (3:01) (dutch)
- Project One – The Art Of Creation (1:28) (dutch)
- 2 Best Enemies – Les Drums (1:10) (dutch)
- Rephex & ABW – Dangerous Danes (ABW Slasher Mix) (dansk)

De intense melodier indgår for det meste i Nu-Style genren.